# Communauté rurale de Keur Ngalgou
La communauté rurale de Keur Ngalgou est une communauté rurale du Sénégal située au centre-ouest du pays. 
Elle fait partie de l'arrondissement de Ndindy, du département de Diourbel et de la région de Diourbel.
Lors du dernier recensement, la CR comptait 6 041 personnes et 575 ménages.